# 石畑良太郎
石畑 良太郎（いしはた りょうたろう、1932年 - ）は、日本の社会政策学者。青山学院大学名誉教授。元社会政策学会代表幹事。

## 人物・経歴
1956年に一橋大学社会学部卒業後、一橋大学大学院社会学研究科博士課程に進学し、青山学院大学経済学部助教授、教授、青山学院大学総合研究所経済研究センター室長等を経て、青山学院大学名誉教授、青山学院大学総合研究所客員研究員。この間、1990年社会政策学会代表幹事、1999年日米大学野球選手権大会オールジャパン団長。

## 著作
- 『社会政策』法学書院 1974年
- 『現代の社会政策』（佐野稔共編）有斐閣 1980年
- 『階層化する労働と生活』（本間照光, 白井邦彦, 松尾孝一, 加藤光一共著）日本経済評論社 2006年
- 『よくわかる社会政策』（牧野富夫共編著）ミネルヴァ書房 2009年